# Marek Valášek (matematik)
Marek Valášek (* 26. května 1982) je český matematik, podnikatel, středoškolský učitel Anglo-českého gymnázia a vítěz české ankety Zlatý Amos.
Vysokoškolské studium oboru Geofyzika na Matematicko-fyzikální fakultě nedokončil.[rozpor] Ve své kariéře středoškolského učitele dospěl k nápadu založit YouTube kanál a web vysvětlující matematiku od základů (původní poptávka byla mj. po příkladech k přijímacím zkouškám nebo k maturitě). V roce 2024 učil na dvou soukromých gymnáziích v Praze. S prací učitele začal v roce 2000. Valášek dlouhodobě kritizuje práci s vlastní chybou u žáků při výuce na základních školách.